# Nalžovy
Nalžovy (německy Ellischau) jsou část města Nalžovské Hory v okrese Klatovy v Plzeňském kraji. Nachází se na severovýchodě Nalžovských Hor. Nalžovy leží v katastrálním území Nalžovské Hory o výměře 8,78 km².

## Historie
První písemná zmínka o vesnici pochází z roku 1380.
Tehdy byla v držení Hrabiše a Jana, pánů z Paběnic a na Nalžovech. Pravděpodobně zde již stávala původní stará tvrz, připomínaná roku 1473, kdy nalžovský statek po Paběnických zdědil Svojše z Velhartic.
Na zdejším zámku po svém odchodu z politiky dožil a roku 1895 zemřel Eduard von Taafe, rakouský premiér, přítel císaře Františka Josefa, který se zasloužil mimo jiné o větší práva Čechů.

## Obyvatelstvo
| Rok            | 1869 | 1880 | 1890 | 1900 | 1910 | 1921 | 1930 | 1950 | 1961 | 1970 | 1980 | 1991 | 2001 | 2011 | 2021 |
| -------------- | ---- | ---- | ---- | ---- | ---- | ---- | ---- | ---- | ---- | ---- | ---- | ---- | ---- | ---- | ---- |
| Počet obyvatel | 528  | 559  | 548  | 529  | 517  | 492  | 360  | 275  | 293  | 279  | 308  | 326  | 325  | 265  | 252  |
| Počet domů     | 59   | 62   | 61   | 61   | 64   | 64   | 65   | 75   | 201  | 78   | 74   | 96   | 96   | 97   | 100  |

## Obecní správa
Při sčítání lidu v letech 1850–1951 Nalžovy byly samostatnou obcí. V roce 1952 byly obce Nalžovy a sousedící Stříbrné Hory spojeny, tím vznikla nová obec Nalžovské Hory. V letech 1850–1951 k obci patřila Zahrádka.